# マンダリン・オリエンタルホテルグループ

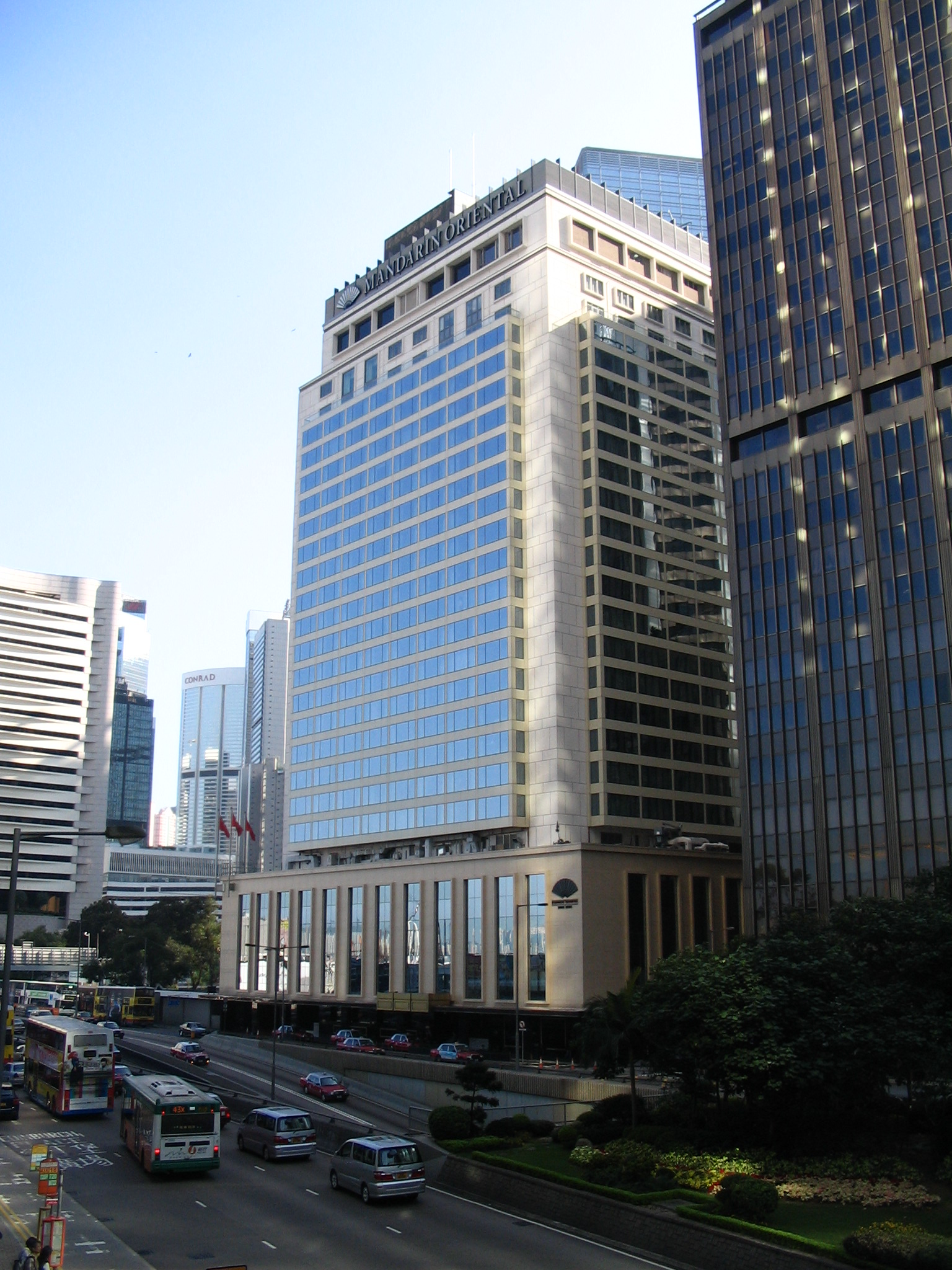
マンダリン・オリエンタル香港

マンダリン・オリエンタルホテルグループ （英語：Mandarin Oriental Hotel Group 略：MOHG 中国語：文華東方酒店） は、ジャーディン・マセソン・グループの傘下で、中国香港に拠点を置いている高級ホテル運営会社である。

## 概要
1963年に、香港に拠点を置くイギリス系の大手総合商社・ジャーディン・マセソン（Jardine Matheson）のヘンリー・ケズウィック会長の指導のもと、当時イギリスの植民地であった香港のセントラルにオープンした『マンダリン香港（現在のマンダリン・オリエンタル香港）』が始まり。
その後社名をマンダリン・インターナショナル・ホテルズと改名し、1974年には、タイのバンコクにある有名ホテル、『ザ・オリエンタル・バンコク』（現・マンダリン・オリエンタル・バンコク）を買収する。1985年に現在のマンダリン・オリエンタルホテルグループの社名に改名した。
現在、13カ国に21（約8,000室）のホテルを展開し、シャングリ・ラ・ホテルズ&リゾーツや香港&上海ホテルズ（ペニンシュラ）と並び、アジアを代表する高級ホテルチェーンとして欧米でもその名が知られている。2005年12月2日には日本初進出となるマンダリン・オリエンタル東京が日本橋にオープン。
2009年2月9日晩、中国中央電視台 が建設中の新本部ビル工事現場にて、花火の失火によりノース・タワーが全焼。同タワー高層部ではマンダリン・オリエンタル北京（北京文華東方酒店。241室、6レストラン、13ホール）が開業直前で、火災によりホテルグループは約10億元（約150億円）相当の損害を蒙った。

## 日本における展開

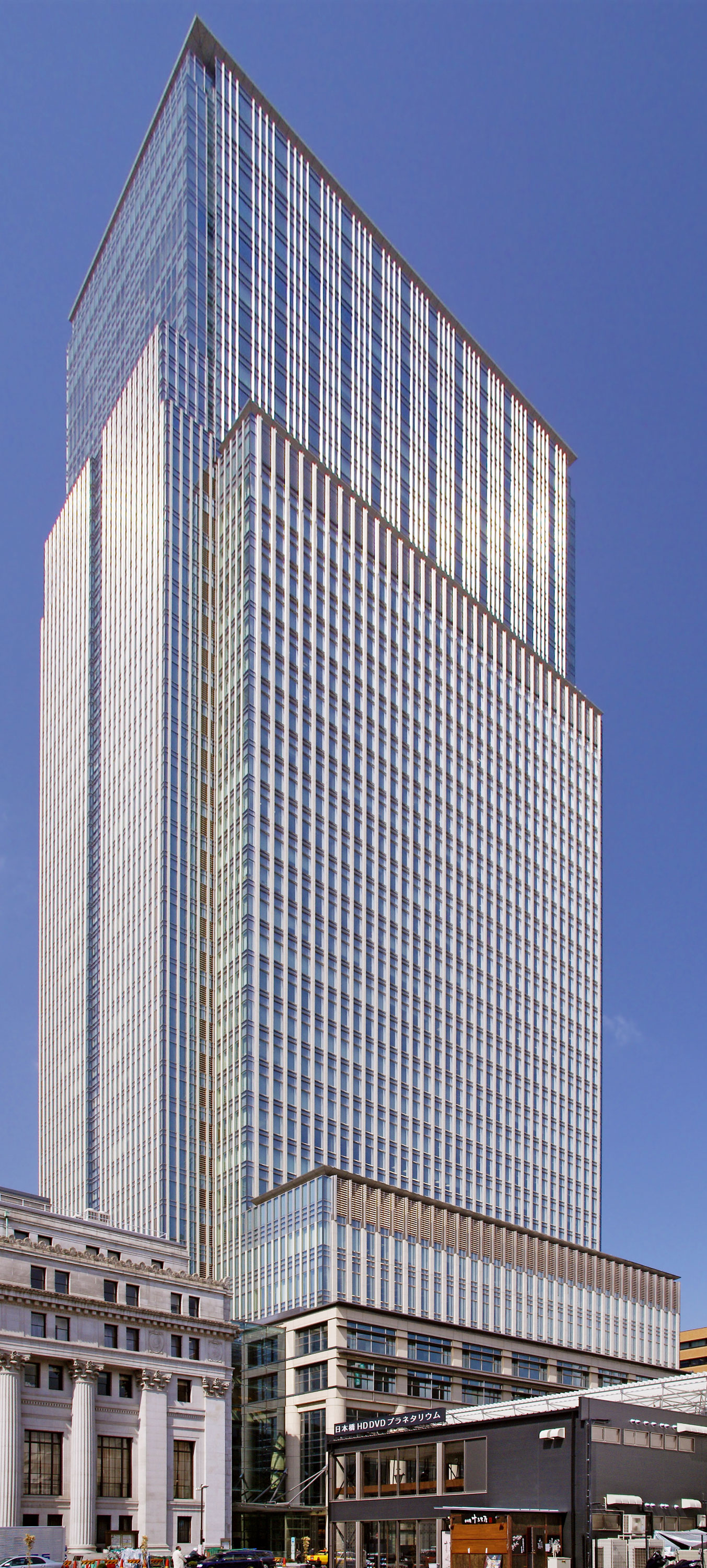
マンダリン・オリエンタル東京がある日本橋三井タワー

### 営業中のホテル
- マンダリン・オリエンタル東京

### 新規開業予定
- マンダリン・オリエンタル（高松） - 2025年9月頃にオープン予定
四国電力が、サンポート地区の高松港旅客ターミナルビル北側にある県の未利用地「サンポート高松B2街区」に建設予定。四国電力が県有地を買い取り、建物を整備、マンダリン・オリエンタルホテルグループにホテル運営を委託予定。マンダリン・オリエンタルホテルグループの日本国内でのホテルは、東京・日本橋に次いで2カ所目となる[1][2][3]。

## チェーンホテル
アジア
- マンダリン・オリエンタル香港

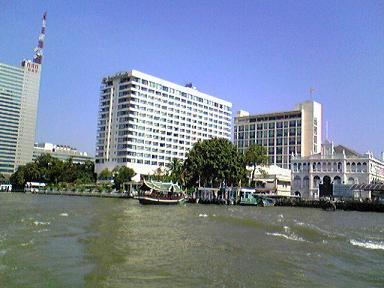
マンダリン・オリエンタル・バンコク

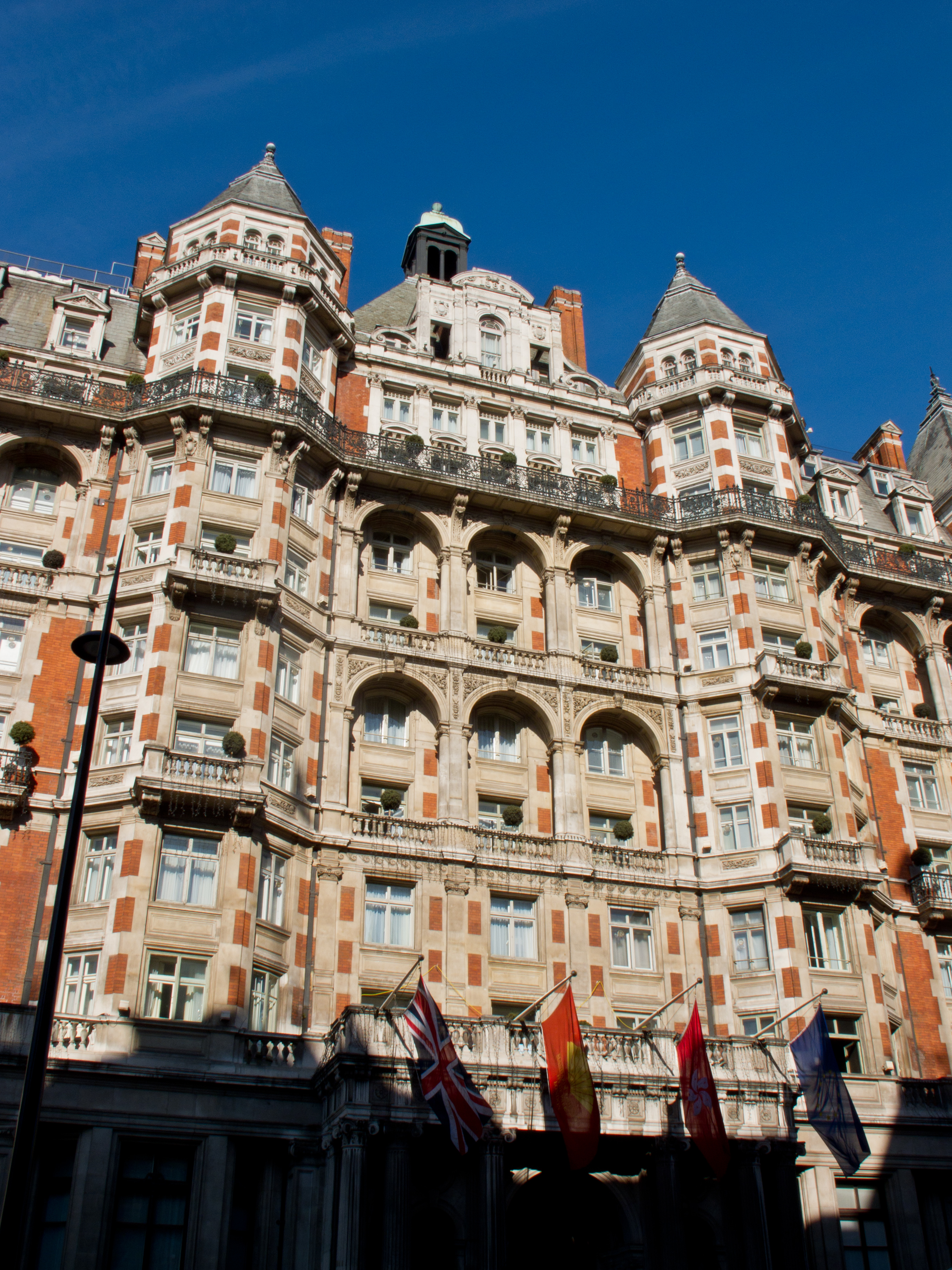
マンダリン・オリエンタル・ハイドパーク・ロンドン

- ザ・ランドマーク・マンダリン・オリエンタル香港
- マンダリン・オリエンタル・マカオ
- マンダリン・オリエンタル・三亜（中国海南島）
- マンダリン・オリエンタル・上海
- マンダリン・オリエンタル・広州
- マンダリン・オリエンタル・バンコク（タイ　※マンダリン・ホテルは無関係）
- マンダリン・オリエンタル・クアラルンプール（マレーシア）
- マンダリン・オリエンタル・シンガポール（※メリタス・マンダリン・シンガポールとマリーナ・マンダリン・シンガポールはいずれも無関係）
- マンダリン・オリエンタル・ジャカルタ（インドネシア）
- マンダリン・オリエンタル台北

アメリカ
- マンダリン・オリエンタル・アトランタ
- マンダリン・オリエンタル・ボストン
- マンダリン・オリエンタル・ラスベガス
- マンダリン・オリエンタル・マイアミ
- マンダリン・オリエンタル・ニューヨーク
- マンダリン・オリエンタル・ワシントンDC

ヨーロッパ、中東、アフリカ
- マンダリン・オリエンタル・バルセロナ（スペイン）
- マンダリン・オリエンタル・ジュネーヴ（スイス）
- マンダリン・オリエンタル・ハイドパーク・ロンドン（イギリス）
- マンダリン・オリエンタル・プラハ（チェコ）
- マンダリン・オリエンタル・ミュンヘン（ドイツ）
- マンダリン・オリエンタル・パリ(フランス)
- マンダリン・オリエンタル・ボドルム(トルコ)
- マンダリン・オリエンタル・イスタンブール(トルコ)
- マンダリン・オリエンタル・マラケシュ(モロッコ)
- マンダリン・オリエンタル・アブダビ(UAE・アブダビ首長国)
- マンダリン・オリエンタル・ドバイ(UAE・ドバイ)
- マンダリン・オリエンタル・ドーハ(カタール)
- マンダリン・オリエンタル・リヤド(サウジアラビア)